# Eva Dessecker
Eva Dessecker (* in Karlsruhe) ist eine deutsche Kostümbildnerin, die überwiegend mit den Regisseuren Luc Bondy und Alvis Hermanis zusammen arbeitet.

## Leben und Werk
Nach dem Studium der Kunstgeschichte und Archäologie an der Albert-Ludwigs-Universität in Freiburg i. B. war Dessecker von 1983 bis 1990 Mitarbeiterin der Kostümbildnerin Moidele Bickel an der Schaubühne am Lehniner Platz in Berlin. In dieser Zeit arbeitete sie u. a. mit Peter Stein, Luc Bondy und Robert Wilson. Sie assistierte auch Jürgen Rose und Karl Lagerfeld. Seit 1992 ist sie selbständig als Kostümbildnerin tätig, u. a. bei den Salzburger Festspielen, an der Oper Graz, dem Nationaltheater Mannheim, der Oper Frankfurt und dem Schauspiel Frankfurt, der Hamburgischen Staatsoper und der Opéra Bastille in Paris. 
Eine enge Zusammenarbeit verband bzw. verbindet Dessecker mit Klaus Michael Grüber (1941–2008), Luc Bondy (1948–2015) und Alvis Hermanis (* 1965). Sie fungierte auch als Kostümbildnerin für Cesare Lievis Inszenierung von Becketts Warten auf Godot am Wiener Burgtheater. Bei der Ruhrtriennale 2013 entwarf sie die Kostüme für Robert Wilsons Inszenierung von Helmut Lachenmanns bislang einzige Oper, Das Mädchen mit den Schwefelhölzern. An der Vlaamse Opera in Antwerpen erarbeitete sie im Dezember 2013 gemeinsam mit dem Regisseur Christoph Waltz, der Bühnenbildnerin Annette Murschetz und dem Dirigenten Dmitri Jurowski eine Rosenkavalier-Neuinszenierung. Diese Produktion wurde anschließend auch am Grand théâtre de la ville de Luxembourg und am Royal Opera House Covent Garden in London gezeigt.

## Wichtige Inszenierungen

### Mit dem Regisseur Klaus Michael Grüber
- 1994 Splendid’s von Jean Genet – Schaubühne am Lehniner Platz Berlin, Piccolo Teatro di Milano
- 1995 Bleiche Mutter, zarte Schwester von Jorge Semprún – Kunstfest Weimar
- 2001 Roberto Zucco von Bernard-Marie Koltès – Wiener Festwochen
- 2002 Il ritorno d’Ulisse in patria – Oper Zürich
- 2003 Idomeneo – Oper Zürich
- 2005 Tagebuch eines Verschollenen von Leoš Janáček – Wiener Festwochen
- 2005 Katerina Ismailowa – Oper Zürich
- 2006 Doktor Faust – Oper Zürich

### Mit dem Regisseur Luc Bondy
- 1993 Das Gleichgewicht von Botho Strauß (Uraufführung) – Salzburger Festspiele
- 2010 Liebelei – Young Vic London
- 2010 Die Stühle – Théâtre des Amandiers Nanterre
- 2012 Die Heimkehr von Harold Pinter – Théâtre de l’Odéon Paris, Wiener Festwochen 2013
- 2012 Die schönen Tage von Aranjuez von Peter Handke (Uraufführung) – Akademietheater Wien

### Mit dem Regisseur Alvis Hermanis

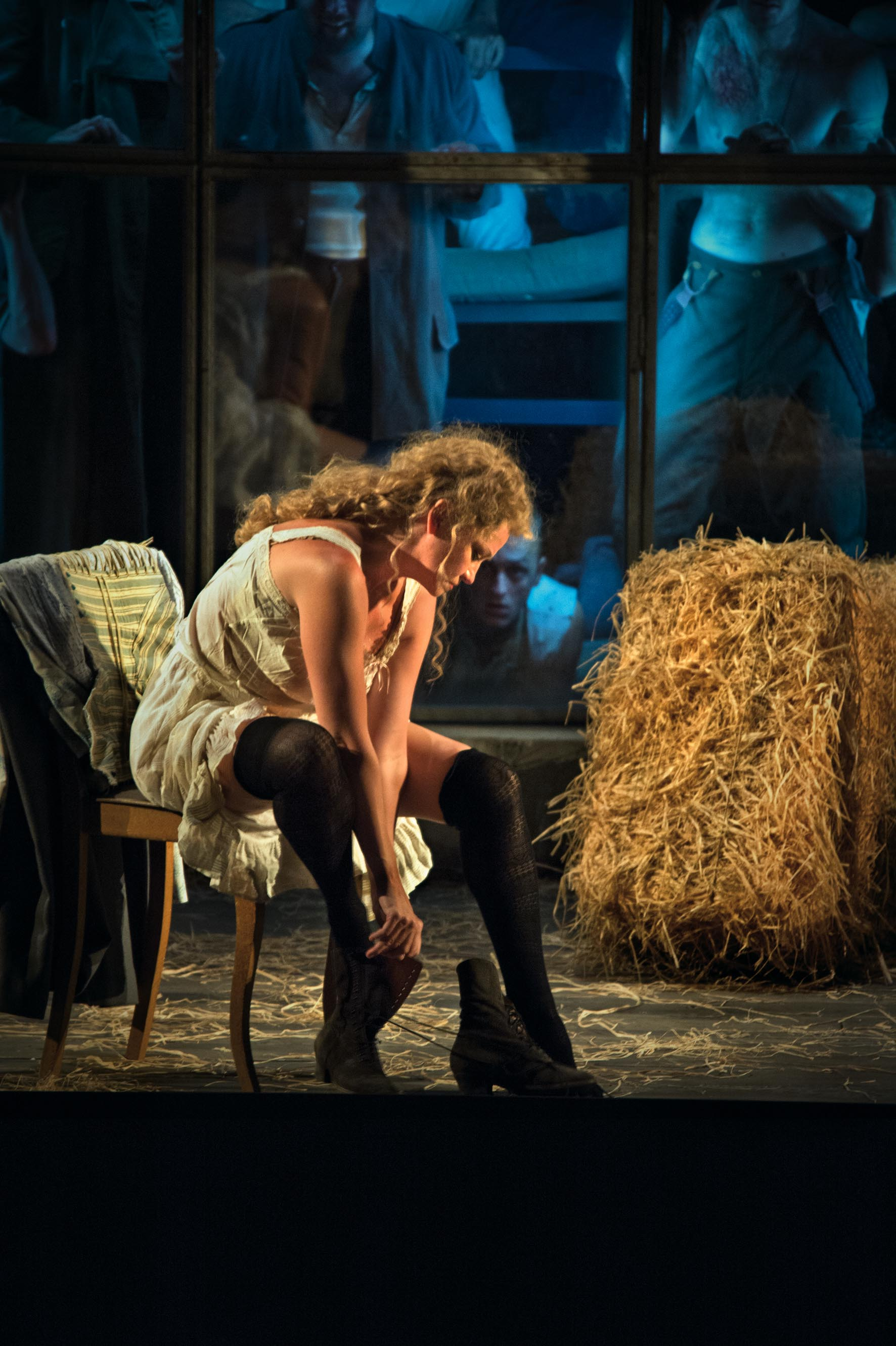
Die Soldaten bei den Salzburger Festspiele 2012

- 2011 Platonow – Akademietheater Wien, Berliner Theatertreffen 2012
- 2011 Eugen Onegin – Schaubühne am Lehniner Platz Berlin
- 2012 Das weite Land – Burgtheater Wien
- 2012 Die Soldaten – Salzburger Festspiele, ab 2015 auch an der Scala in Mailand
- 2013 Die Geschichte von Kaspar Hauser – Schauspielhaus Zürich, Berliner Theatertreffen 2014
- 2013 Gawein – Salzburger Festspiele
- 2013 Così fan tutte – Komische Oper Berlin
- 2014 Il trovatore – Salzburger Festspiele